# Jüdischer Friedhof Rodalben

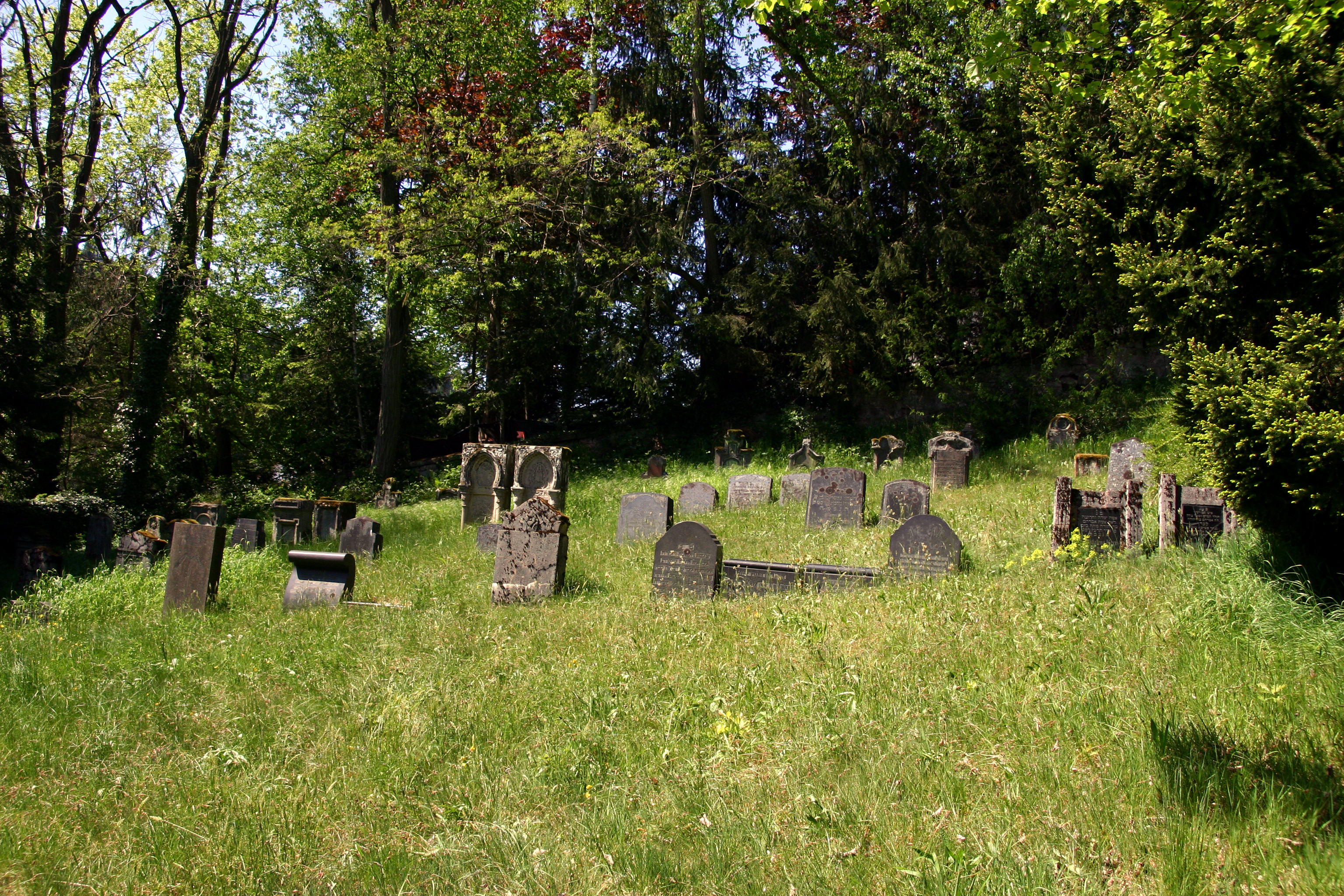
Jüdischer Friedhof in Rodalben

Der Jüdische Friedhof Rodalben ist ein jüdischer Friedhof in Rodalben, einer Stadt im rheinland-pfälzischen Landkreis Südwestpfalz.
Der Friedhof wurde 1876 angelegt. Zuvor waren die Toten der jüdischen Gemeinde Rodalben auf dem alten jüdischen Friedhof Pirmasens beigesetzt worden. Der Friedhof mit einer Fläche von 14 Ar,  auf dem sich 51 Grabsteine befinden, wurde bis 1936 belegt. Er ist heute ein schützenswertes Kulturdenkmal.